# الجمعية العلمية السعودية للتعليم عن بعد
الجمعية العلمية السعودية للتعليم عن بعد؛ هي جمعية تركز على التعليم بشكل عام والتعليم عن بعد بشكل خاص، ومقر الجمعية في جامعة الملك عبد العزيز بمدينة جدة في المملكة العربية السعودية، حيث يقوم نشاط الجمعية على نشاطات متعددة.

## أهداف الجمعية
وتهدف الجمعية إلى تنمية الفكر العلمي في مجالات التعليم عن بُعد، والعمل على تطويره، وتنشيطه، ونشره. بالإضافة إلى تحقيق التواصل العلمي والمهني لأعضاء الجمعية ،وتقديم المشورة العلمية والنظرية والتطبيقية في مجالات التعليم عن بعُد وتشجيع استعمال اللغة العربية في جميع أنشطة للتعليم عن بعُد .
كما وضعت تنظيم مناسب للرقابة الميدانية للتأكد من قيام الجهات المعنية بتطبيق المعايير المهنية والتقيد بأحكام نظام التعليم عن بعد ويسرت نشر وتبادل الإنتاج العلمي ، والأفكار العلمية داخل المملكة وخارجها.

## نشاط الجمعية
- تشجيع إجراء البحوث والاستشارات العلمية النظرية والتطبيقية ونشر الإنتاج العلمي
- المشاركة في الندوات واللجان والمعارض المحلية والدولية المتعلقة بالتعليم عن بعد وعقد الجلسات العلمية كالندوات، الحلقات الدراسية، الدورات والمحاضرات العلمية وتبادل المعلومات والخبرات في مجال التعليم عن بعُد.
- إعداد البحوث والدراسات الخاصة بالتعليم عن بعد واعتماد اللغة العربية في الترجمة والتأليف والنشر والتعليم وإصدار مجلة علمية ونشرات دورية في مختلف تخصصات التعليم عن بعُد بالإضافة إلى اقتراح وسائل للارتقاء بمستوى التعليم في المجال التعليم

## وصلات خارجية
- حصاد برامج التعليم عن بعد
- التعليم عن بعد

## انظر ايضًا
- التعليم عن بعد
- تعليم إلكتروني